# Aventurile a trei ruși și trei englezi în Africa Australă
Aventurile a trei ruși și trei englezi în Africa Australă (în franceză Aventures de trois Russes et de trois Anglais dans l'Afrique australe) este un roman scris de Jules Verne a cărui acțiune se petrece în Africa de Sud în anul 1854. Opera a fost serializată în Magasin d'Éducation et de Récréation între 20 noiembrie 1871 și 5 septembrie 1872, fiind publicat în ediție in octavo pe 31 octombrie 1872..

## Povestea
Trei savanți ruși și trei savanți englezi sunt trimiși de țările lor pentru a măsura lungimea unui arc de meridian. Însoțiți de zece marinari și de localnici, sub călăuzirea unui boșeman, cei șase savanți își încep periplul prin Africa Australă.
Dar între cele două tabere relațiile sunt ambigui. Între conducătorii celor două expediții ștințifice, Matei Strux și Colonel  Everest, există o rivalitate care duce continuu la neînțelegeri, în timp ce între alți doi membri, William Emery și Michel Zorn, se leagă o strânsă prietenie. Pe al treilea englez, sir John Murray, pasiunea pentru vânătoare îl aduce în preajma boșemanului Mokum, în timp ce al treilea savant rus, Nicolai Palander, trăiește doar în lumea cifrelor și a calculelor.
La început munca de cercetare științifică decurge bine,dar apar evenimente ciudate:pierderea lui Nicolai Palander de restul grupului, în pericol de a fi ucis de niște crocodili, vânătoarea lui Mokum și a lui sir John Murray de antilope a sfârșit prin împușcarea unei antilope moarte folosită ca spion sau arderea unei păduri de către Mokum pentru a-i împăca pe Colonelul Everest și pe Matei Strux. Dar la un moment dat evenimentele se precipită. Anglia declară război Crimeei, ceea ce determină cele două tabere să se separe, ele devenind apoi prăzi ușoare în fața pericolelor care pândesc în acele zone. Invazia lăcustelor, traversarea deșertului, lipsa apei și a hranei, dezertarea însoțitorilor localnici și atacul unor triburi nomade îi pun pe savanți în situații limită, din care singura cale de supraviețuire o constituie renunțarea la orgolii, împăcarea și munca în echipă.
Atunci când cele două triburi se întâlnesc,se refugiază pe Scorzef, iar William Emery și Mihail Zorn, alături de foreloper, montează un nou și ultim stâlp iluminator. În acest timp, ceilalți suferă de foame, fiind nevoiți să mănânce furnici (orezul boșemanilor) și luptând cu triburile nomade
Totul se sfârșește cu bine, chiar dacă războiul dintre Marea Britanie și Rusia nu se sfârșește, iar cele două grupuri preferă să rămână rivale până când se va termina războiul.

### Capitolele cărții
| - I. - Pe malurile fluviului Orange - II. - Prezentări oficiale - III. - Portajul - IV. - Câteva cuvinte despre metru - V. - Un orășel hotentot - VI. - Când încep să se cunoască - VII. - O bază de triangulație - VIII. - Al optzecilea meridian - IX. - Un kraal - X. - Cursul rapid de apă - XI. - Unde l-au găsit pe Nikolai Palander - XII. - O stație pe gustul lui sir John | - XIII. - Cu ajutorul focului - XIV. - O declarație de război - XV. - Un grad mai mult - XVI. - Incidente diverse - XVII. - Răufăcătorii deșertului - XVIII. - Deșertul - XIX. - A triangula sau a muri - XX. - Opt zile pe vârful muntelui Scorzef - XXI. - Fiat lux! - XXII. - Nikolai Palander se înfurie - XXIII. - Cataractele fluviului Zambezi |

## Fauna sud-africană
Prin intermediul lui sir John Murray și a boșimanului Mokum, Jules Verne prezintă fauna sud-africană. Vânătorul britanic ucide un hipopotam care le atacă ambarcațiunea în timpul traversării unui curs de apă, apoi un crocodil care amenință viața savantului rus Nikolai Palander. În continuare, participă la o vânătoare de elefanți, apoi la îndepărtarea unor lei care împiedicau accesul expediției printr-o zonă dificilă și chiar încearcă să ucidă un rinocer, încercare eșuată și care îl face să piardă un pariu. Pentru a asigura hrana grupului, britanicul și boșimanul vânează o serie de ierbivore specifice, printre care antilope gnu și oryx, dar și un furnicar care îi salvează pe savanți de la inaniție.

## Teme abordate în cadrul romanului
- Astronomie - măsurarea unui arc al meridianului terestru
- Politică - alianța a două națiuni dușmane în fața pericolelor
- Aboliționismul - critică virulentă a sclaviei (temă prezentă și în Căpitan la cincisprezece ani)
- Vânătoarea - al cărei reprezentant este sir John Murray (personaj similar căpitanului Hod din Casa cu aburi și lui Dick Kennedy din Cinci săptămâni în balon)
- Savantul distrat, reprezentat de Nikolai Palander (care amintește de Paganel din Copiii căpitanului Grant și de vărul Bénédict din Căpitan la cincisprezece ani)

## Lista personajelor
Savanții englezi

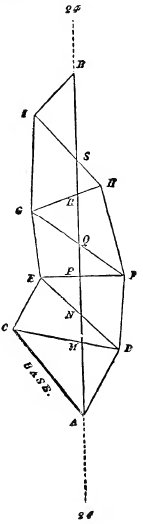
Schema triangulației prezentată în roman.

- Colonelul Everest - astronom la observatorul din Cambridge
- William Emery - astronom la observatorul din Cape Town
- Sir John Murray - astronom la observatorul din Devonshire

Savanții ruși
- Mathieu Strux - astronom la observatorul din Pulkova
- Michel Zorn - astronom la observatorul din Kiev
- Nikolai Palander - astronom la observatorul din Helsingfors

Boșemanii
- Mokum
- Foreloperul

## Traduceri în limba română
- perioada interbelică - Pățaniile a trei ruși și trei englezi în Africa Australă, Ed. Socec & Co, 302 pag.
- 1933 - Aventurile a trei ruși și trei englezi în Africa Australă, Ed. Cultura Românească, traducere George B. Rareș
- 1938 - Aventurile a trei ruși și trei englezi în Africa Australă, Ed. Cugetarea
- 1991 - Aventurile celor trei ruși și trei englezi în Africa Australă, Ed. Cozia, 160 pag.
- 2004 - Aventurile a trei ruși și trei englezi în Africa, Ed. Regis, 226 pag.
- 2010 - Aventurile a trei ruși și trei englezi în Africa Australă, Ed. ErcPress, colecția "Jules Verne", vol. 6, traducere George B. Rareș, 224 pag., ISBN 978-973-157-933-7
- 2011 - Aventurile a trei ruși și trei englezi în Africa australă, Ed. Mondoro, traducere Alina Loredana Brebeanu, 256 pag., ISBN 973-1973-80-7